# Отакі (Наґано)

35°48′34″ пн. ш. 137°33′4″ сх. д. / 35.80944° пн. ш. 137.55111° сх. д.
О́такі (яп. 王滝村, おうたきむら, МФА: [otakʲi muɾa]) — село в Японії, в повіті Кісо префектури Наґано. Станом на 1 квітня 2009 площа села становила 310,86 км². Станом на 1 липня 2011 населення села становило 950 осіб.